# Paradise (мини-альбом)
Paradise (с англ. — «Рай») — третий мини-альбом и второй крупный релиз американской певицы Ланы Дель Рей. Певица работала над ним в сотрудничестве с такими продюсерами, как DK, Эмиль Хейни, Дэн Хит, Тим Ларкомбе, Рик Ноуэлс и Рик Рубин. Альбом был издан 9 ноября 2012 года на лейблах Interscope и Polydor. Песни альбома выдержаны в жанрах барокко-попа и трип-хопа. Пластинка была одновременно выпущена с переизданием студийного альбома Дель Рей, The Paradise Edition.
Paradise получил в целом положительные отзывы от музыкальных критиков. Диск дебютировал с 10 позиции в чарте Billboard 200, и в первую неделю было продано 67 000 экземпляров альбома. Он также дебютировал с 10 позиции в Canadian Albums Chart и достиг высших позиций в топ-пять чартов Billboard. Дебютируя в различных европейских чартах, Paradise вошёл в топ-10 чартов Фландрии и Польши.
Ведущим синглом в поддержку альбома была выпущена песня «Ride», занявшая высшие позиции в чартах Соединённых Штатов, Швейцарии, Ирландии и Франции, также войдя в топ-10 чартов России и Бельгии. Песни «Blue Velvet» и «Burning Desire» были выпущены в качестве промосинглов. Музыкальные видео на песни «Ride», «Blue Velvet» и «Burning Desire» были выпущены в течение нескольких месяцев после релиза альбома.
В декабре 2013 года, Дель Рей презентовала собственный короткометражный фильм, снятый режиссёром Энтони Мэндлером, в саундтрек которого вошли песни «Bel Air», «Gods & Monsters» и «Body Electric». В том же месяце, альбом саундтреков к фильму, содержащий вышеупомянутые песни, был выпущен в iTunes Store. В следующем году, Paradise был номинирован на премию «Грэмми» в номинации Лучший вокальный поп-альбом.

## История создания
Через неделю после релиза альбома Born to Die, Дель Рей сообщила, что выкупила права на свой первый студийный альбом Lana Del Ray и собирается переиздать его, выпустив в июне того же года.
15 июня 2012 года в интервью RTVE, Дель Рей заявила, что работает над новым материалом, планируя выпустить его в ноябре, также добавив, что пять треков для пластинки уже были готовы, включая «Young and Beautiful» и «Gods & Monsters». 24 июня, Дель Рей выступила на фестивале Radio 1's Big Weekend, исполнив песню «Body Electric», которая также вошла на мини-альбом. В интервью с Тимом Блекуэллом для Nova FM в Мельбурне, Дель Рей добавила, что её ноябрьским релизом будет похож не на полноценный студийный альбом, а скорее на мини-альбом, который она описала, как «райское издание альбома Born to Die». Также, исполнительница добавила, что пластинка будет содержать около семи новых песен.
Запись мини-альбома началась в скором времени после выпуска альбома Born to Die. Над пластинкой, Дель Рей работала с такими продюсерами, как DK, Эмиль Хейни, Дэн Хит, Тим Ларкомбе, Рик Ноуэлс и Рик Рубин. Запись альбома происходила на некоторых студиях округа Лос-Анджелеса, либо же в Лондоне, включая Shangri-La (Малибу, Калифорния), The Green Building (Санта-Моника, Калифорния), Sarm Studios (Лондон, Великобритания), Westlake Studios (Голливуд) и The Square Recording Studio (Лондон, Великобритания). Мастеринг альбома производился под руководством Джона Дэвиса на студии Metropolis Studio в Лондоне. Обложка диска была представлена Дель Рей в аккаунте Twitter в конце сентября 2012 года, за два месяца до релиза альбома. Фотографии для обложки и буклета альбома были подготовлены фотографом Николь Нодланд, которая и до этого сотрудничала с исполнительницей. Фото для обложки была сделана в начале 2012 года, во время съёмок музыкального видео на песню «Blue Jeans».
В Великобритании, Paradise был выпущен 12 ноября 2012 года, а в Соединённых Штатах на день позже. Переиздание второго альбома исполнительницы, названное, как Born to Die: The Paradise Edition было доступно одновременно с Paradise для предварительного заказа, в некоторых странах содержав бонус-трек «Burning Desire». Девять треков были выпущены на отдельном CD или грампластинке под названием Paradise. Также был выпущен бокс-сет, содержащий два диска, таких как Born to Die и Paradise; также в бокс-сет вошёл третий диск с ремиксами треков второго альбома Дель Рей, DVD с некоторыми видеоклипами исполнительницы и грампластинка с песней «Blue Velvet». Два ремикса на композицию были включены на специальную версию Paradise от компании Target.

## Композиции
13 сентября 2012 года было подтверждено, что музыкальное видео на первый сингл «Ride» в поддержку мини-альбома снимается в Лас-Вегасе, штат Невада. Сам сингл был выпущен 25 сентября для цифрового скачивания. Музыкальное видео было презентовано 10 октября в театре Aero Theatre в Санта-Монике, штат Калифорния. 12 октября видео стало доступно для просмотра на YouTube. По сюжету видео, Дель Рей играет проститутку, поведение которой в NME описывают, как «не совсем жизнеутверждающее», также добавив, что героиню певицы можно рассматривать в качестве «анти-феминистки». Для дальнейшего продвижения как сингла, так и альбома, был выпущен сборник ремиксов на «Ride», включивший в себя 6 ремикшированных записей от таких музыкантов, как Sohn, MJ Cole, Eli Escobar, 14TH remix, Wes James и James Lavelle.
Музыкальное видео на следующий сингл «Blue Velvet» в поддержку альбома было выпущено 19 сентября в качестве промо-ролика для H&M. 20 сентября 2012 года песня «Blue Velvet» стала доступна для цифрового скачивания в качестве первого промосингла с Paradise. Пользователи iTunes, сделавшие предварительный заказ мини-альбома, в качестве подарочного бонус-трека получили загрузку песню «Burning Desire». 14 февраля 2013 года было выпущено музыкальное видео на песню. Для цифровой загрузки, композиция стала доступна 19 марта 2013 года, став заключительным выпущенным в поддержку пластинки синглом.
Третьим синглом Paradise и восьмым синглом Born to Die стала песня «Cola», вышедшая 14 ноября 2012 года. Ныне, однако, дата выхода не стала реальной, так как в описании к анонсу «Cola» была подписана как «Pussy», что привело к спекуляциям на тему того, что её название было изменено или что это альтернативное название. Несмотря на слухи, было объявлено, что «Сola» не имеет альтернативных названий. Официальный предзаказ на iTunes не подтвердил наличие наличие альтернативного заголовка. Профановый текст песни получил разные описания — от «Свежо» до «Это она всерьёз?». Hindustan Times подвергли критике часть песни, указав, что это прямое доказательство творческого кризиса автора текста и что все песни, странным образом, звучат похоже. Когда Дель Рей спросили о том, что вдохновило её на текст, она сказала: «Мой парень — шотландец, и это только то, что он говорит». Защищая песню, она сказала, что лейбл сомневался по поводу её выхода.
В песне «Body Electric» строчкой «Whitman is my daddy» упоминается известный американский поэт Уолт Уитмен. Припев композиции «I sing the body electric» содержит прямую ссылку на поэму Уитмена I Sing the Body Electric. Ранее Дель Рей цитировала творчество Уитмена как вдохновение, вспоминая его поэтический сборник «Листья травы» как важную часть написания ею песен. В список композиций пластинки также вошла песня «Yayo», перезаписывавшаяся три раза, входившая также в мини-альбом Дель Рей Kill Kill и её дебютный альбом Lana Del Ray. Музыкальное видео на закрывающий альбом трек «Bel Air» было выпущено 8 ноября 2012 года и создано из кадров, снятых к видео на песню «Summertime Sadness». В видео Дель Рей поет: «Розы, Бел Эйр: отвези меня туда / Я жду встречи с тобой / Ночью в свете огней я могу увидеть пальмы / Дорогой, я с радостью встречу тебя / Иди ко мне, малыш». В издании Rolling Stone оценили изменения в персоне Дель Рей, отметив существенные отличия от своего обычного стиля американской лаунж-певицы, первой леди Жаклин Кеннеди и альтер эго байкерши.

## Промокампания

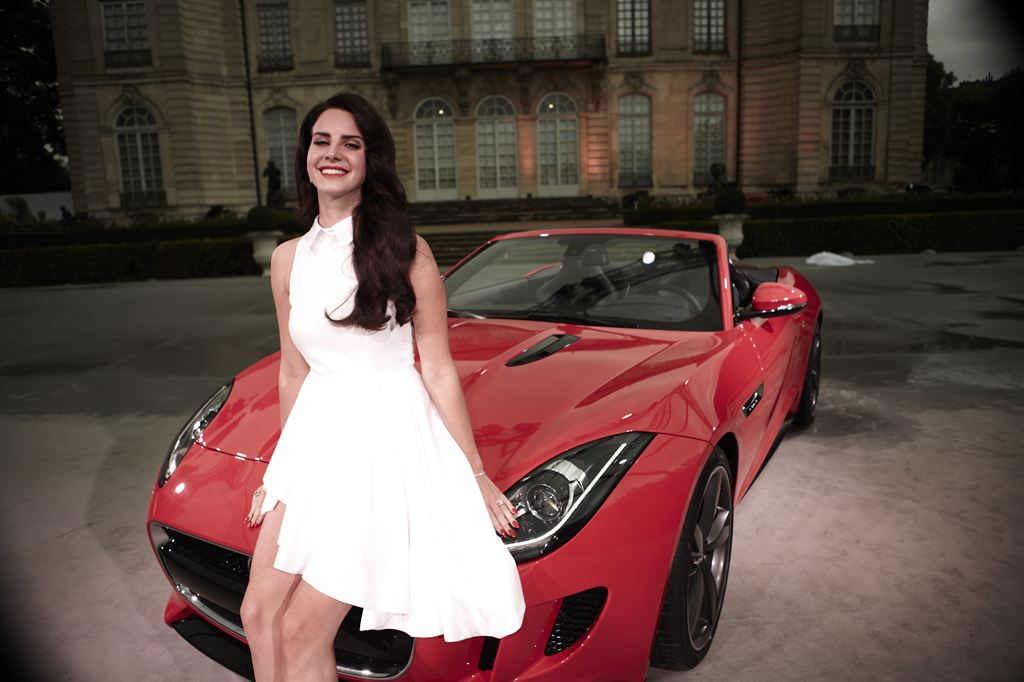
Дель Рей в фотосессии для промокампании машины Jaguar F-Type в 2012 году

В день выпуска песни «Ride» в качестве ведущего сингла в поддержку Paradise, Дель Рей опубликовала тизер на сайте YouTube, содержавший отрывки композиций с альбома. В поддержку альбома также были выпущены композиции в качестве синглов, включая кавер-версию на песню «Blue Velvet» и написанный самой исполнительницей трек «Burning Desire». Песня «Blue Velvet» была использована в телевизионной рекламе женской коллекции одежды Дель Рей при сотрудничестве с H&M. Третий сингл с альбома, «Burning Desire», был использован в рекламном ролике машины Jaguar F-Type. В отличие от релиза в США, где диск вышел в качестве мини-альбома, в Великобритании он вышел в переиздании Born to Die. Песня послужила саундтреком к фильму Ридли Скотта «Желание». Промо-видео «Burning Desire» появилось в сети в день Святого Валентина 2013 года, в котором кадры с Дель Рей сменялись вставками с Jaguar F-Type. Клип был срежиссирован Ридли Скоттом и снят в Rivoli Ballroom на юге Лондона. 30 ноября 2012 года, Дель Рей стала музыкальным гостем британского телешоу «Позже... с Джулс Холланд», транслирующегося телеканалом BBC, исполнив песню «Ride».

### Фильм
Помимо Paradise, Дель Рей планировала выпустить короткометражный фильм «Tropico», где прозвучали некоторые композиции с мини-альбома, такие как «Body Electric», «Gods & Monsters» и «Bel Air». Съёмки фильма прошли в конце июня 2013 года в Калифорнии; режиссёром выступил Энтони Мэндлер, ранее работавший над клипами Дель Рей, на песни «National Anthem» и «Ride». С помощью социальных сетей, исполнительница опубликовала несколько постеров фильма, на одном из которых изображена Дель Рей, напоминающая Деву Марию, а на другом, певица держит в руках змею, напоминая Еву, жену Адама из Книги Бытия. В августе 2013 года, исполнительница объявила, что у фильма будут две премьеры, одна из которых на кладбище Hollywood Forever в Лос-Анджелесе, а вторая в неизвестном месте в Нью-Йорке. Дель Рей сослалась на фильм, как на «прощание». Критики отметили, что такое заявление противоречит новости о том, что исполнительница записывает третий студийный альбом, а летом 2013 года в сети появилась демоверсия песни «Black Beauty». 22 ноября 2013 года был выпущен официальный трейлер, в конце которого было объявлено, что фильм будет загружен на YouTube 5 декабря 2013 года. 3 декабря, Дель Рей сообщила, что премьерный показ фильма состоится на следующий день в кинотеатре Синерама, Голливуд, Калифорния, прежде чем фильм будет загружен на Vevo.

## Реакция критиков
| Совокупная оценка   | Совокупная оценка |
| Источник            | Оценка            |
| ------------------- | ----------------- |
| Metacritic          | 64/100            |
| Оценки критиков     |                   |
| Источник            | Оценка            |
| AllMusic            | [ 27 ]            |
| American Songwriter | [ 28 ]            |
| Drowned in Sound    | 8/10              |
| PopMatters          | 7/10              |
| Rolling Stone       | [ 31 ]            |
| Slant               | [ 32 ]            |
| Sputnikmusic        | 3.5/5             |
| Tiny Mix Tapes      | [ 34 ]            |

Мини-альбом Paradise был положительно оценен критиками. На агрегаторе Metacritic альбом получил 64 балла из ста возможных на основе девяти рецензий. Гил Кауфман из MTV считает, что «Песни на переиздании такие же мягкие и вялые, как и на дебютном альбоме».

### Награды
В 2014 году Дель Рей была впервые номинирована на американскую музыкальную премию «Грэмми» с мини-альбомом Paradise в номинации Лучший вокальный поп-альбом.
| Год  | Номинируемая работа | Категория                   | Результат |
| ---- | ------------------- | --------------------------- | --------- |
| 2014 | Paradise            | Лучший вокальный поп-альбом | Номинация |

## Список композиций
Данные взяты из буклета к альбому Paradise
| №                   | Название            | Автор(ы)                          | Продюсер(ы)         | Длительность |
| ------------------- | ------------------- | --------------------------------- | ------------------- | ------------ |
| 1.                  | «Ride»              | Лана Дель Рей, Джастин Паркер     | Рик Рубин           | 4:49         |
| 2.                  | «American»          | Дель Рей, Рик Ноуэлс, Эмиль Хейни | Ноуэлс, Хейни       | 4:08         |
| 3.                  | «Cola»              | Дель Рей, Ноуэлс                  | Ноуэлс, DK          | 4:20         |
| 4.                  | «Body Electric»     | Дель Рей, Ноуэлс                  | Ноуэлс, Дэн Хит     | 3:53         |
| 5.                  | «Blue Velvet»       | Лии Моррис, Бэрни Уэйн            | Хейни               | 2:38         |
| 6.                  | «Gods & Monsters»   | Дель Рей, Тим Ларкомбе            | Ларкомбе, Хейни     | 3:57         |
| 7.                  | «Yayo»              | Дель Рей                          | Хит, Хейни          | 5:21         |
| 8.                  | «Bel Air»           | Дель Рей, Хит                     | Хит                 | 3:57         |
| Общая длительность: | Общая длительность: | Общая длительность:               | Общая длительность: | 33:07        |

| №                   | Название            | Автор(ы)            | Продюсер(ы)         | Длительность |
| ------------------- | ------------------- | ------------------- | ------------------- | ------------ |
| 9.                  | «Burning Desire»    | Дель Рей, Паркер    | Хейни               | 3:51         |
| Общая длительность: | Общая длительность: | Общая длительность: | Общая длительность: | 36:58        |

| №                   | Название                             | Автор(ы)            | Продюсер(ы)                 | Длительность |
| ------------------- | ------------------------------------ | ------------------- | --------------------------- | ------------ |
| 9.                  | «Blue Velvet» (Penguin Prison Remix) | Моррис, Уэйн        | Хейни, Крис Гловер          | 5:03         |
| 10.                 | «Blue Velvet» (Lindstrøm Remix)      | Моррис, Уэйн        | Хейни, Ханс-Петер Линдстром | 9:26         |
| Общая длительность: | Общая длительность:                  | Общая длительность: | Общая длительность:         | 47:46        |

## Участники записи
Информация адаптирована из буклета Paradise.
Вокал
- Лана Дель Рей — вокал (все треки), бэк-вокал (трек 7), автор, композитор

Инструменты
- Джеймс Гэдсон[англ.] — барабаны (трек 1)
- Эмиль Хейни — барабаны (треки 2, 7); дополнительный синтезатор (трек 7)
- Дэн Хит — перкуссия (трек 4); валторна (трек 6); синтезатор (трек 7); струнные (треки 7, 8); фортепиано (трек 8)
- Дэврим Караоглю — барабаны (трек 3)
- Джейсон Лэйдер[англ.] — бас-гитара (трек 1)
- Тим Ларкомбе — клавишные, гитара, барабаны (трек 6)
- Ларри Голд — струнные (трек 5)
- Сонга Лии — скрипка (треки 1, 8)
- Киерон Мэнзиес — драм-машина (трек 3)
- Рик Ноуэлс — синтезатор (треки 2, 3); бас-гитара, акустическая гитара, барабаны (трек 3); пианино, меллотрон, струнные (трек 4)
- Тим Пирс[англ.] — электрогитара (трек 2); слайд-гитара (треки 3, 4)
- Зак Раэ — пианино, синтезатор (трек 1)
- Кэтлин Слоан[англ.] — скрипка (треки 1, 8)
- Патрик Уоррен — электрогитара, синтезатор, фортепиано (треки 2, 3, 4); струнные, колокольчики, медные духовые (трек 3); орган (треки 3, 4); колокольчики, меллотрон (трек 4)

Дополнительный персонал

## Чарты

### Еженедельные чарты
| Чарт (2012—13)           | Высшая позиция |
| ------------------------ | -------------- |
| Австралия                | 19             |
| Канада                   | 10             |
| Новая Зеландия           | 19             |
| США                      | 10             |
| США (Rock Albums)        | 4              |
| США (Alternative Albums) | 4              |
| США (Tastemakers)        | 5              |

### Годовые чарты
| Чарт (2013) | Высшая позиция |
| ----------- | -------------- |
| США         | 115            |

## Издания альбома
Данные взяты с некоторых сайтов, включая Discogs.
| Страна    | Дата           | Лейбл      | Формат                         | Каталог        |
| --------- | -------------- | ---------- | ------------------------------ | -------------- |
| Австралия | 9 ноября 2012  | Universal  | CD                             | 3720468        |
| Германия  | 13 ноября 2012 | Polydor    | CD                             | —              |
| США       | 13 ноября 2012 | Interscope | CD                             | B0017667-02    |
| США       | 13 ноября 2012 | Polydor    | CD                             | B0017667-02    |
| США       | 13 ноября 2012 | Interscope | CD (Edited Version)            | B0017663-02    |
| США       | 13 ноября 2012 | Polydor    | CD (Edited Version)            | B0017663-02    |
| США       | 13 ноября 2012 | Interscope | CD (Специальная версия Target) | B0017799-02    |
| США       | 13 ноября 2012 | Polydor    | CD (Специальная версия Target) | B0017799-02    |
| США       | 13 ноября 2012 | Interscope | LP                             | B0017667-01    |
| США       | 13 ноября 2012 | Polydor    | LP                             | B0017667-01    |
| Европа    | 2012           | Interscope | LP                             | B0017667-01    |
| Европа    | 2012           | Polydor    | LP                             | B0017667-01    |
| Аргентина | 2012           | Interscope | CD                             | 3720468        |
| Аргентина | 2012           | Polydor    | CD                             | 3720468        |
| Аргентина | 2012           | Universal  | CD                             | 3720468        |
| Россия    | 2013           | Universal  | CD                             | 4605026712010  |
| Россия    | 2013           | Universal  | LP                             | 00602537181223 |